# Vasil'sursk
Vasil'sursk (in russo Васильсурск?) è un insediamento operaio della Russia europea centro-orientale, situato nel Vorotynskij rajon dell'oblast' di Nižnij Novgorod.
Si affaccia sul bacino di Čeboksary (Volga) alla confluenza del fiume Sura, 152 km a est di Nižnij Novgorod.